# Tampa Challenger
Il Tampa Challenger è stato un torneo professionistico di tennis giocato su campi in terra verde. Faceva parte dell'ATP Challenger Series. Si è giocata una sola edizione, a Tampa negli Stati Uniti.

## Albo d'oro

### Singolare
| Anno | Campione      | Finalista      | Punteggio     |
| ---- | ------------- | -------------- | ------------- |
| 1990 | Bryan Shelton | Broderick Dyke | 6–7, 6–2, 6–1 |

### Doppio
| Anno | Campioni             | Finalisti                        | Punteggio     |
| ---- | -------------------- | -------------------------------- | ------------- |
| 1990 | Ken Flach Doug Flach | Broderick Dyke Tobias Svantesson | 3–6, 7–6, 6–4 |